# Corvol-d’Embernard
Corvol-d’Embernard ist eine französische Gemeinde mit 116 Einwohnern (Stand 1. Januar 2022) im Département Nièvre in der Region Bourgogne-Franche-Comté (vor 2016 Bourgogne). Sie gehört zum Arrondissement Clamecy und zum Kanton Corbigny. 

## Geographie
Corvol-d’Embernard liegt etwa 38 Kilometer nordöstlich von Nevers am Rande des Morvan. Umgeben wird Corvol-d’Embernard von den Nachbargemeinden von Marcy im Norden, Chevannes-Changy im Osten, Chazeuil im Süden sowie Champlemy im Westen.

## Bevölkerungsentwicklung
| Jahr                       | 1962 | 1968 | 1975 | 1982 | 1990 | 1999 | 2006 | 2011 | 2019 |
| Einwohner                  | 192  | 132  | 112  | 106  | 101  | 112  | 109  | 101  | 85   |
| Quellen: Cassini und INSEE |      |      |      |      |      |      |      |      |      |

## Sehenswürdigkeiten
- Kirche Saint-Gengoult aus dem 15. Jahrhundert
- Lavoir (ehemaliges Waschhaus aus dem Jahr 1824)

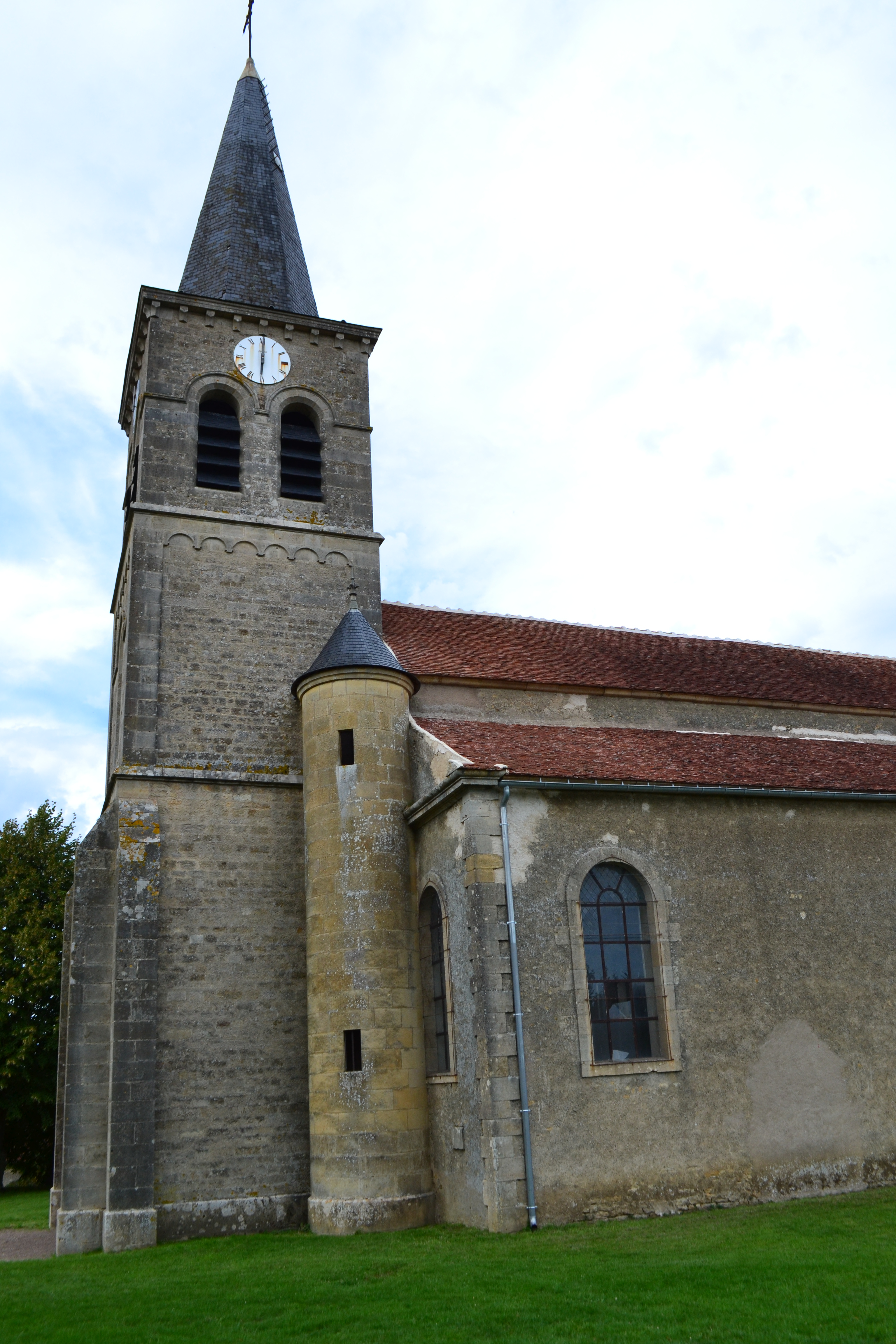
Kirche Saint-Gengoult
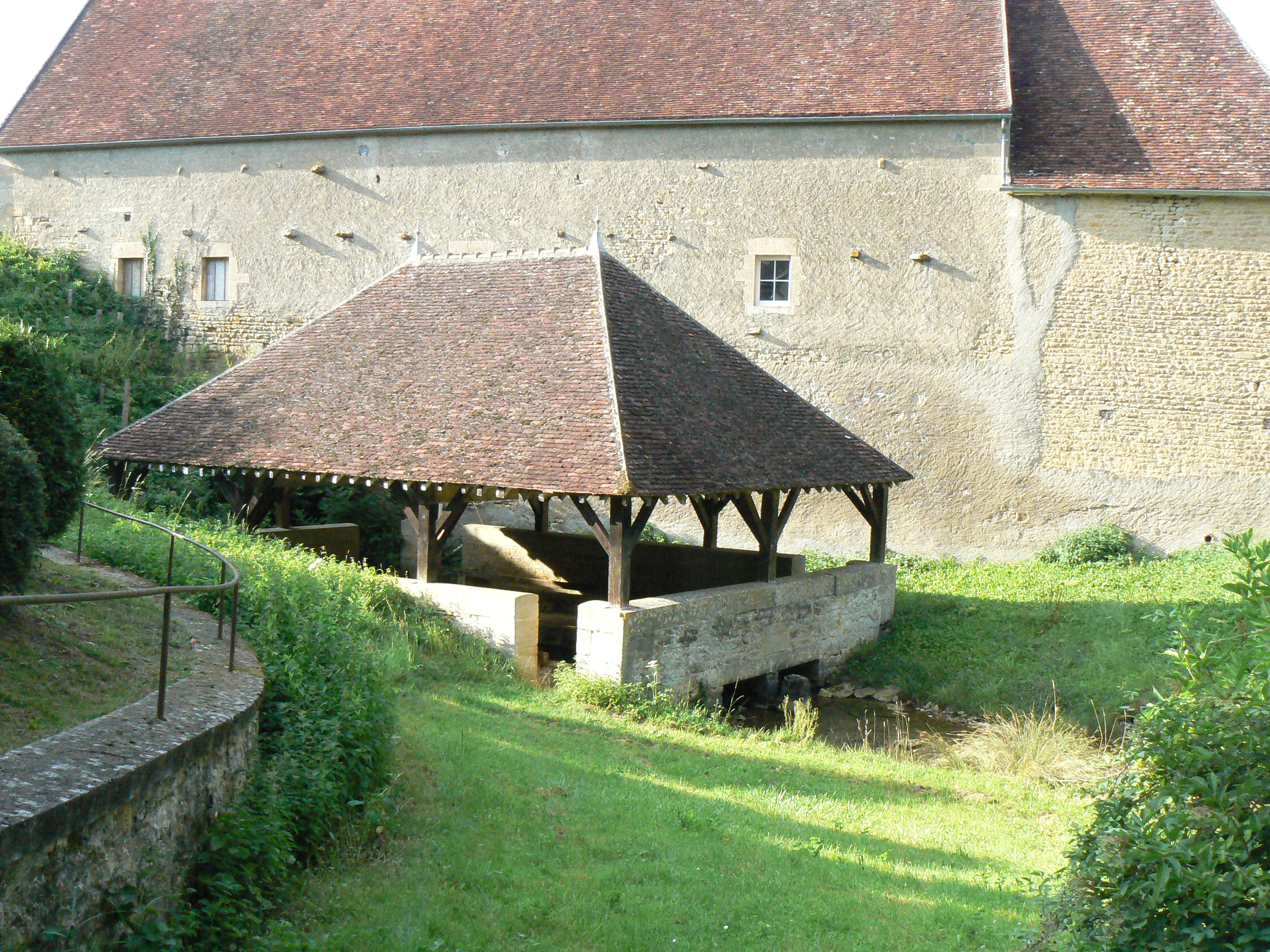
Ehemaliges Waschhaus